# アニヴェルセル
アニヴェルセル株式会社（Anniversaire Inc.）は、東京都港区に本社を置く、結婚式場などを運営する業界最大手の企業。AOKIホールディングスの子会社。「アニヴェルセル」の名称で結婚式場を10店舗展開している（2021年12月時点）。
アニヴェルセルの名称の由来はフランスの画家マルク・シャガールの作品「アニヴェルセル」（記念日）より。

## 沿革
- 1986年6月 - 株式会社プレス・ワークを設立。
- 1997年3月 - 東京都立川市に日本初のゲストハウス型挙式・披露宴施設（ルーデンス立川ウエディングビレッジ[注 1]）を開設。
- 1998年11月 - アニヴェルセルの屋号を初めて使用した結婚式場、「アニヴェルセル 表参道」がオープン。
- 2001年
  - 6月 - 株式会社ウエディングスに社名変更。
  - 9月 - 埼玉県に「パルティーレ大宮ウエディングビレッジ（現・アニヴェルセル 大宮）」をオープン。
- 2002年
  - 4月 - 東京・お台場エリアに「パルティーレ東京ベイ ウエディングビレッジ&スクエア（現・アニヴェルセル 東京ベイ）」をオープン。
  - 10月 - アオキインターナショナル（現・AOKIホールディングス）の子会社となる。
- 2005年
  - 4月 - 株式会社ラヴィスに社名変更。アオキインターナショナル（現・AOKIホールディングス）が運営する「アニヴェルセル 表参道」の営業を譲受。
  - 12月8日 - ジャスダックに上場。
- 2006年3月28日 - 株式1株を2株に分割。
- 2007年11月 - 親会社・AOKIホールディングスの純粋持株会社化の一環として、株式交換によりAOKIホールディングスの完全子会社となることを発表。
- 2008年
  - 3月26日 - 上場廃止。
  - 4月1日 - AOKIホールディングスの完全子会社となる。
  - 7月1日 - 本社を神奈川県横浜市都筑区へ移転。
- 2010年10月1日 - アニヴェルセル株式会社に社名変更。
- 2011年1月 - これまで「パルティーレ」の店名で営業されていた全国の店舗も「アニヴェルセル」へ統一。
- 2014年
  - 2月 - 新たな旗艦店となる「アニヴェルセル みなとみらい横浜」（14号店）をオープン。
  - 9月 - 「アニヴェルセル 福岡」の姉妹ブランド「アナベル ガーデンハウス」が同店敷地内にオープン[3]。
- 2019年1月1日 - 本社を東京都港区北青山（東京メトロ表参道駅付近、アニヴェルセル 表参道の施設内）へ移転[4]。
  - ４月 - 会員向け公式アプリ「omotte」配信開始
- 2020年
  - ２月 - HRSサービスコンクール2020」にて金賞含む4つの賞を受賞
  - ６月 - 新スタイル「オンラインウエディング」開始
  - 11月 - 11月23日を「いい夫妻の日」として記念日正式認定
- 2021年
  - ７月 - 新スタイル「フォトウエディング」開始
  - 11月 - アニヴェルセル10万組感謝祭「キセキ」キャンペーン
- 2022年
  - 3月 - SDGsの取組みとして「FSC®認証」の紙袋へリニューアル
- 2023年
  - 9月 - アニヴェルセル 表参道 リニューアルOPEN

## 運営施設

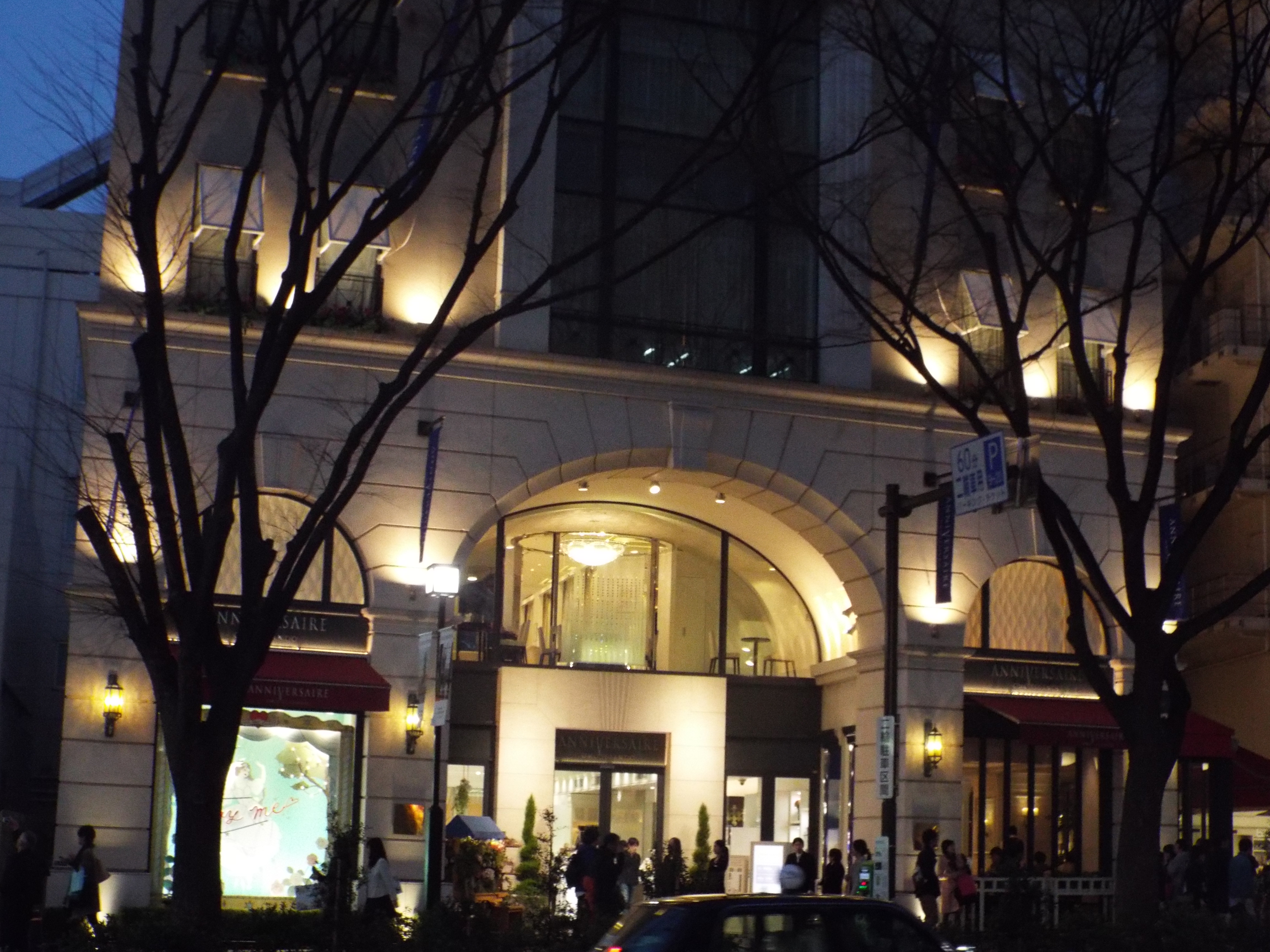
アニヴェルセル 表参道

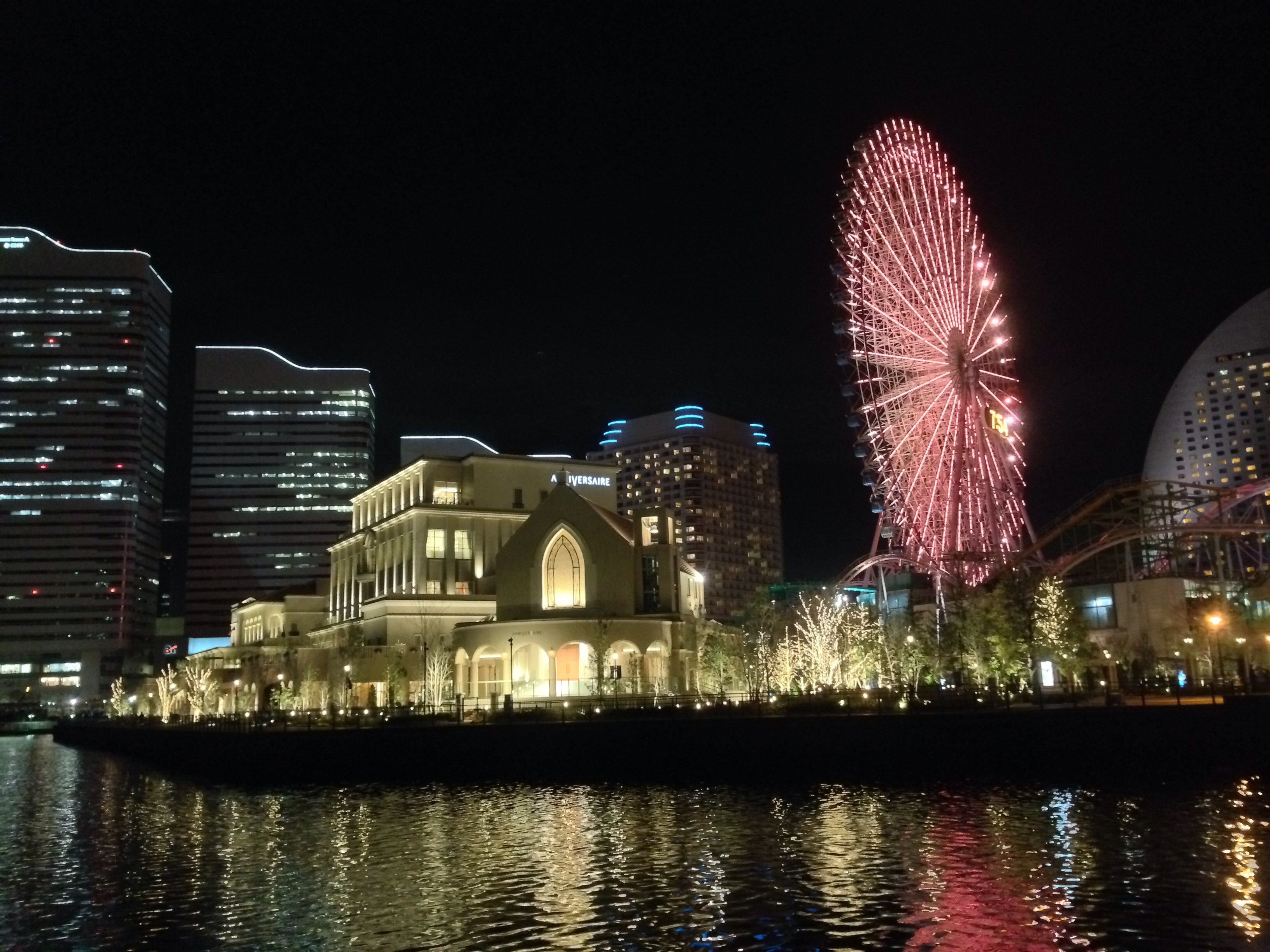
アニヴェルセル みなとみらい横浜

### 結婚式場
旧・ラヴィスが「パルティーレ」の店名で営業していた店舗も2011年1月に「アニヴェルセル」へ統一されている。各店舗の詳細は公式サイト内の「式場のご案内」を参照。
関東エリア
- アニヴェルセル 表参道（1号店/本社所在地）
- アニヴェルセル 立川 ※旧パルビレ
- アニヴェルセル ヒルズ横浜（新横浜エリア） ※旧パルビレ [注 3]
- アニヴェルセル みなとみらい横浜（旗艦店）
- アニヴェルセル 大宮（埼玉 ※さいたま市に所在） ※旧パルビレ
- アニヴェルセル 柏（千葉） ※旧パル迎

甲信越・中部・近畿エリア
- アニヴェルセル 長野 ※旧パル迎
- アニヴェルセル 白壁（名古屋） ※旧パル迎
- アニヴェルセル 大阪（難波エリア） ※旧パル迎
- アニヴェルセル 江坂（新大阪エリア） ※旧パルビレ

閉館
- アニヴェルセル 福岡 ※旧パルビレ /アナベル ガーデンハウス（姉妹ブランド） - 2018年12月31日をもって閉館
- アニヴェルセル 豊洲 - 2021年3月31日をもって閉館[注 4]
- アニヴェルセル 東京ベイ（お台場エリア） ※旧パルビレ - 2021年9月5日をもって閉館[注 5]
- アニヴェルセル 神戸 ※旧パルビレ　- 2021年11月30日をもって閉館

### カフェ・レストラン
以下のカフェ・レストランが結婚式場に併設されている。式場利用者に限らず一般客も利用できる。詳細は「アニヴェルセル カフェ&レストラン（公式サイト）」を参照。
- アニヴェルセル カフェ&レストラン 表参道店
- アニヴェルセル カフェ みなとみらい店